# Deja Vu Tour
Deja Vu Tour (o El Show) è una serie di concerti dal cantante messicano Luis Miguel per promuovere il suo singolo "Deja Vu"

## Storia
Questo tour è iniziato a Las Vegas con quattro concerti come parte della celebrazione della proclamazione di indipendenza del Messico. È stato presentato nelle seguenti città: Phoenix, San Diego, Inglewood e Oakland per un totale di nove concerti negli Stati Uniti. Poi viaggia verso Messico per stare in piedi per la prima volta nel "Palenque" di Guadalajara con quattro spettacoli.
Nel mese di ottobre è tornato in Cile (Santiago e Viña del Mar), Argentina (Buenos Aires, Rosario, Cordoba, Mendoza, Tucuman e Posadas) e Paraguay per un totale di 16 presentazioni. Nel gennaio 2015 inizia la sua stagione di concerti in Messico.

## Scaletta iniziale
1. Intro (Trumpet) / Quién Será
2. Tú Solo Tú
3. Medley: Dame Tu Amor / Sol, Arena Y Mar / Suave
4. Amor, Amor, Amor
5. Que Tú Te Vas
6. Medley: Todo Y Nada / Sabor A Mí / Sin Tí
7. Medley: Por Debajo De La Mesa / La Gloria Eres Tú / Bésame Mucho
8. Medley: Pupilas De Gato / Alguien Como tu
9. Medley: Hoy El Aire Huele a Ti / Siento / Más / Sintiéndote Lejos
10. Esa Niña
11. Medley: Amante del Amor / Más Allá de Todo / Fría Como el Viento / Tengo Todo Excepto a Ti / La Incondicional
12. Interlude (Saxofon) / Hasta Que Me Olvides
13. Te Necesito
14. Y Sigo
15. Medley: Mucho Corazón / La Media Vuelta / Amorcito Corazón
16. Intro (Mariachi) / El Son De La Negra
17. Intro (Mariachi) / El Viajero
18. La Bikina
19. Medley: Si Nos Dejan / Échame A Mí La Culpa / Sabes Una Cosa
20. Amanecí Entre Tus Brazos
21. México En La Piel
22. Medley: Cielito Lindo / Que Bonita Es Mi Tierra / Viva México, Viva América
23. El Rey
24. Medley: Separados / 1+1 = Dos Enamorados / Directo Al Corazon
25. Medley: Vuelve / Eres / Como Es Posible Que A Mi Lado / Será Que No Me Amas / Te Propongo Esta Noche)/ Te Propongo Esta Noche (Reprise)

## Date
| Data | Città              | Nazione               | Luogo                                                           |
| Prima parte (2014) | Prima parte (2014) | Prima parte (2014)    | Prima parte (2014)                                              |
| Nord America | Nord America       | Nord America          | Nord America                                                    |
| --- | ------------------ | --------------------- | --------------------------------------------------------------- |
| 12 settembre 2014 | Las Vegas          | Stati Uniti d'America | The Colosseum at Caesars Palace                                 |
| 13 settembre 2014 | Las Vegas          | Stati Uniti d'America | The Colosseum at Caesars Palace                                 |
| 14 settembre 2014 | Las Vegas          | Stati Uniti d'America | The Colosseum at Caesars Palace                                 |
| 15 settembre 2014 | Las Vegas          | Stati Uniti d'America | The Colosseum at Caesars Palace                                 |
| 17 settembre 2014 | Phoenix            | Stati Uniti d'America | Comerica Theatre                                                |
| 18 settembre 2014 | San Diego          | Stati Uniti d'America | Viejas Arena                                                    |
| 19 settembre 2014 | Inglewood          | Stati Uniti d'America | The Forum                                                       |
| 20 settembre 2014 | Inglewood          | Stati Uniti d'America | The Forum                                                       |
| 21 settembre 2014 | Oakland            | Stati Uniti d'America | Oracle Arena                                                    |
| 9 ottobre 2014 | Guadalajara        | Messico               | Palenque                                                        |
| 10 ottobre 2014 | Guadalajara        | Messico               | Palenque                                                        |
| 11 ottobre 2014 | Guadalajara        | Messico               | Palenque                                                        |
| 12 ottobre 2014 | Guadalajara        | Messico               | Palenque                                                        |
| Seconda parte (2014) |                    |                       |                                                                 |
| Sud America |                    |                       |                                                                 |
| 15 ottobre 2014 | Santiago           | Cile                  | Movistar Arena                                                  |
| 16 ottobre 2014 | Santiago           | Cile                  | Movistar Arena                                                  |
| 17 ottobre 2014 | Santiago           | Cile                  | Movistar Arena                                                  |
| 18 ottobre 2014 | Viña del Mar       | Cile                  | Quinta Vergara Amphitheater                                     |
| 21 ottobre 2014 | Buenos Aires       | Argentina             | La Rural                                                        |
| 23 ottobre 2014 | Buenos Aires       | Argentina             | Estadio G.E.B.A.                                                |
| 24 ottobre 2014 | Buenos Aires       | Argentina             | Estadio G.E.B.A.                                                |
| 25 ottobre 2014 | Buenos Aires       | Argentina             | Estadio G.E.B.A.                                                |
| 26 ottobre 2014 | Buenos Aires       | Argentina             | Estadio G.E.B.A.                                                |
| 30 ottobre 2014 | Córdoba            | Argentina             | Orfeo Superdomo                                                 |
| 31 ottobre 2014 | Córdoba            | Argentina             | Orfeo Superdomo                                                 |
| 1º novembre 2014 | Mendoza            | Argentina             | Arena Maipú                                                     |
| 2 novembre 2014 | Rosario            | Argentina             | Metropolitano                                                   |
| 4 novembre 2014 | Tucumán            | Argentina             | Estadio Club Atlético Central Córdoba de Tucumán                |
| 6 novembre 2014 | Posadas            | Argentina             | Club Atletico Posadas                                           |
| 8 novembre 2014 | Asunción           | Paraguay              | Jockey Club                                                     |
| Nord America |                    |                       |                                                                 |
| 31 dicembre 2014 | Monterrey          | Messico               | Fundidora Park                                                  |
| Terza parte (2015) |                    |                       |                                                                 |
| Nord America |                    |                       |                                                                 |
| 27 gennaio 2015 | Puebla             | Messico               | Auditorio Metropolitano                                         |
| 29 gennaio 2015 | Città del Messico  | Messico               | Auditorio Nacional                                              |
| 30 gennaio 2015 | Città del Messico  | Messico               | Auditorio Nacional                                              |
| 31 gennaio 2015 | Città del Messico  | Messico               | Auditorio Nacional                                              |
| 1 febbraio 2015 | Città del Messico  | Messico               | Auditorio Nacional                                              |
| 4 febbraio 2015 | Xalapa             | Messico               | Estadio Colon                                                   |
| 6 febbraio 2015 | Ciudad del Carmen  | Messico               | Estadio Resurgimiento                                           |
| Lo spettacolo pianificato per il 7 febbraio al "Coliseo Yucatán" di Mérida è stato annullato.                                                                                     |                    |                       |                                                                 |
| 10 febbraio 2015 | Querétaro          | Messico               | Auditorio Josefa Ortiz de Domínguez                             |
| 12 febbraio 2015 | Città del Messico  | Messico               | Auditorio Nacional                                              |
| 13 febbraio 2015 | Città del Messico  | Messico               | Auditorio Nacional                                              |
| 14 febbraio 2015 | Città del Messico  | Messico               | Auditorio Nacional                                              |
| 15 febbraio 2015 | Città del Messico  | Messico               | Auditorio Nacional                                              |
| 26 febbraio 2015 | Città del Messico  | Messico               | Auditorio Nacional                                              |
| 27 febbraio 2015 | Città del Messico  | Messico               | Auditorio Nacional                                              |
| 28 febbraio 2015 | Città del Messico  | Messico               | Auditorio Nacional                                              |
| 1º marzo 2015 | Città del Messico  | Messico               | Auditorio Nacional                                              |
| 5 marzo 2015 | Guadalajara        | Messico               | Telmex Auditorium                                               |
| 6 marzo 2015 | Morelia            | Messico               | Estadio Venustiano Carranza                                     |
| 7 marzo 2015 | León               | Messico               | Poliforum León                                                  |
| 10 marzo 2015 | San Luis Potosí    | Messico               | El Domo                                                         |
| 12 marzo 2015 | Monterrey          | Messico               | Auditorio Banamex                                               |
| 13 marzo 2015 | Monterrey          | Messico               | Auditorio Banamex                                               |
| 14 marzo 2015 | Monterrey          | Messico               | Auditorio Banamex                                               |
| 17 marzo 2015 | Torreón            | Messico               | Coliseo Centenario                                              |
| 20 marzo 2015 | Chihuahua          | Messico               | ExpoChihuahua                                                   |
| 21 marzo 2015 | Ciudad Juárez      | Messico               | Estadio Juárez Vive                                             |
| 25 marzo 2015 | Hermosillo         | Messico               | Centro de Usos Múltiples (CUM)                                  |
| 27 marzo 2015 | Mexicali           | Messico               | Plaza de Toros Calafia                                          |
| 28 marzo 2015 | Tijuana            | Messico               | Plaza de toros Monumental                                       |
| 9 aprile 2015 | Texcoco            | Messico               | Palenque                                                        |
| 10 aprile 2015 | Texcoco            | Messico               | Palenque                                                        |
| 11 aprile 2015 | Texcoco            | Messico               | Palenque                                                        |
| 12 aprile 2015 | Veracruz           | Messico               | Macroplaza del Malecón                                          |
| 17 aprile 2015 | Aguascalientes     | Messico               | Palenque                                                        |
| 18 aprile 2015 | Aguascalientes     | Messico               | Palenque                                                        |
| Quarta parte (2015) |                    |                       |                                                                 |
| Nord America |                    |                       |                                                                 |
| 11 settembre 2015 | Salt Lake City     | Stati Uniti d'America | USANA Amphitheatre                                              |
| 12 settembre 2015 | Las Vegas          | Stati Uniti d'America | Mandalay Bay Events Center                                      |
| 13 settembre 2015 | Anaheim            | Stati Uniti d'America | Honda Center                                                    |
| 15 settembre 2015 | El Paso            | Stati Uniti d'America | Don Haskins Center                                              |
| 16 settembre 2015 | Phoenix            | Stati Uniti d'America | Comerica Theatre                                                |
| 18 settembre 2015 | Indio              | Stati Uniti d'America | Fantasy Springs Resort Casino                                   |
| 19 settembre 2015 | Reno               | Stati Uniti d'America | Grand Sierra Resort                                             |
| 20 settembre 2015 | San Jose           | Stati Uniti d'America | SAP Center                                                      |
| 11 novembre 2015 | Puebla             | Messico               | Auditorio Metropolitano                                         |
| 12 novembre 2015 | Monterrey          | Messico               | Auditorio Banamex                                               |
| 14 novembre 2015 | Villa de Álvarez   | Messico               | Palenque                                                        |
| 15 novembre 2015 | Puerto Vallarta    | Messico               | Centro Internacional de Convenciones                            |
| Lo spettacolo pianificato per novembre 18, 19, 20 e 21 all'Auditorium Nazionale di Città del Messico è stato riprogrammato per marzo 30 e aprile 1, 2, 3 del 2016 e poi annullato |                    |                       |                                                                 |
| Sud America |                    |                       |                                                                 |
| 25 novembre 2015 | Córdoba            | Argentina             | Orfeo Superdomo                                                 |
| 27 novembre 2015 | Buenos Aires       | Argentina             | Estadio G.E.B.A.                                                |
| 28 novembre 2015 | Buenos Aires       | Argentina             | Estadio G.E.B.A.                                                |
| 30 novembre 2015 | Santiago           | Cile                  | Movistar Arena                                                  |
| 1º dicembre 2015 | Santiago           | Cile                  | Movistar Arena                                                  |
| 2 dicembre 2015 | Viña del Mar       | Cile                  | Quinta Vergara Amphitheater                                     |
| 4 dicembre 2015 | Cali               | Colombia              | Plaza de toros Cañaveralejo                                     |
| 5 dicembre 2015 | Bogotà             | Colombia              | Centro de Eventos Autopista Norte                               |
| 6 dicembre 2015 | Cartagena          | Colombia              | Centro de Convenciones Las Américas "Plaza de la Independencia" |
| Nord America |                    |                       |                                                                 |
| 10 dicembre 2015 | Miami              | Stati Uniti d'America | AmericanAirlines Arena                                          |
| 12 dicembre 2015 | Miami              | Stati Uniti d'America | AmericanAirlines Arena                                          |
| I concerti in programma per dicembre 13, 14, 16, 17, 18 e 20 a Duluth, Charlotte, Fairfax, Boston, New York e Rosemont sono stati cancellati                                      |                    |                       |                                                                 |
| 456 Giorni | 46 Città           | 6 Paesi               | 51 Luoghi                                                       |

## Gruppo
- Chitarra elettrica e acustica: Todd Robinson
- Basso: Lalo Carrillo
- Piano: Francisco Loyo
- Tastiere e programmazione: Salo Loyo
- Batteria: Victor Loyo
- Percussione: Tommy Aros (2014)
- Percussione: Armando Espinosa "Pinaca"
- Sassofono: Jeff Nathanson
- Tromba: Ramón Flores
- Tromba: Peter Olstad (2014)
- Tromba: Brad Steinwehe
- Trombone: Alejandro Carballo
- Cori: Kasia Sowinska (2014).
- Cori: Paula Peralta (2014–2015).